# Georg von Metaxa

Georg Felix Ritter von Metaxa (en griego: Γεώργιος φον Μεταξάς; 7 de octubre de 1914 - 12 de diciembre de 1944) fue un jugador de tenis austriaco activo en la década de 1930.

## Biografía
Von Metaxa nació en Viena, hijo de un padre griego y una madre austriaca. Su padre, Stefan, abogado, fue jefe del distrito vienés de Hietzing, su madre, Marianne, nació como condesa de Stainach. En su juventud, fue expulsado de varias escuelas hasta que llegó al Süddeutsche Landeserziehungsheim, un internado en Schondorf am Ammersee. Como talentoso jugador de tenis, perdió la final del campeonato alemán juvenil de 1932 contra Henner Henkel. Después de graduarse de la escuela con el Abitur, comenzó a estudiar derecho en Viena pero pronto lo abandonó para centrarse en su carrera tenística.
En 1937, Metaxa ganó el campeonato nacional austriaco, derrotando a Roderich Menzel en la final. Jugó 16 partidos para el equipo de la Copa Davis de Austria entre 1933 y 1937, alcanzando las semifinales de la zona europea en 1936. Después de la anexión de Austria a la Alemania nazi en marzo de 1938, Metaxa decidió unirse al equipo alemán de la Copa Davis, para el cual jugó 19 partidos hasta el comienzo de la Segunda Guerra Mundial. Fue clasificado como el segundo mejor jugador alemán en 1938. En julio de 1938 llegó a la final de la competición de dobles de Wimbledon con su pareja Henner Henkel, que perdieron en cuatro sets ante la pareja estadounidense Don Budge y Gene Mako.
Después del inicio de la Segunda Guerra Mundial, fue reclutado en la Wehrmacht alemana. Jugó un partido de exhibición contra Hans Nüsslein en diciembre de 1941. Como Obergefreiter (soldado), Metaxa fue muerto en acción por el fuego de artillería estadounidense en la ciudad de Arnoldsweiler, cerca de Düren, el 12 de diciembre de 1944.

## Finales de Grand Slam

### Dobles (1 subcampeonato)
| Resultado | Año  | Campeonato              | Superficie | Compañero     | Rivales             | Marcador           |
| --------- | ---- | ----------------------- | ---------- | ------------- | ------------------- | ------------------ |
| Derrota   | 1938 | Campeonato de Wimbledon | Césped     | Henner Henkel | Don Budge Gene Mako | 4–6, 6–3, 3–6, 6–8 |